# Gamakia hirsuta
Genre
Espèce
Gamakia hirsuta, unique représentant du genre Gamakia, est une espèce d'araignées aranéomorphes de la famille des Anyphaenidae.

## Distribution
Cette espèce est endémique du Chili. Elle se rencontre dans les régions de Coquimbo, de Valparaiso, de Santiago, du Maule, du Biobío, d'Araucanie, des Fleuves et des Lacs.

## Description
Le mâle holotype mesure 4,79 mm et la femelle paratype 4,92 mm.

## Publication originale
- Ramírez, 2003 : The spider subfamily Amaurobioidinae (Araneae, Anyphaenidae): a phylogenetic revision at the generic level. Bulletin of the American Museum of Natural History, no 277, p. 1-262 (texte intégral).